# Гузик, Яков
Яков (Янкл) Гузик — актёр передвижного еврейского театра. Герой Труда (1928).

## Биография
Яков Гузик начинал актёрскую карьеру в конце XIX века. В 1909 году в Вильне он отмечал 15-летие её начала, в 1912 году в Кишинёве — 20-летие (повторно 20-летие отметил 18 мая 1913 года в Гомеле), а в 1928  году в Москве — 35-летие, то есть выступать на сцене он стал с 1892 по 1894 годы.
В прессе же его имя впервые появилось в Одессе в 1898 году в труппе И. и Н. Эйдельманов. Потом были труппы А. Компанееца, Д. Сабсая, М. Генфера, А. Фишзона. С 1907 года у него своя труппа.
Обладая неплохим баритоном, поначалу Гузик выступал в ролях чисто «певческих», исполнял партии Авесалома («Суламифь»), Маркуса («Колдунья»), Бар-Кохбы (все — А. Гольдфадена), царя Соломона в одноимённой оперетте Э. Гондинера. Также любил библейские роли: Моисей из «Выхода из Египта», Исаак в «Акейдас Ицхак» А. Гольдфадена, пророк Иеремия в «Королеве Иоланте» проф. Гурвица, заглавная роль в исторических картинах Г. Эпельберга «Давид в пустыне» и другие.
Как и все еврейские бродячие труппы, труппа Гузика была семейной. Его жена — Розалия Фрейлих подвизалась преимущественно в ролях репертуара Э.-Р. Каминской. Их старшая дочь вышла на сцену в 1906 году, когда Леле шёл седьмой год. Выдающейся актрисой стала Анна (Хана) Гузик, их младшая дочь.
В 1910-е годы Яков Гузик стал предпочитать веселую современную оперетту. И она сделалась его любовью уже до конца его актёрской жизни.
В сентябре 1917 года Гузика избрали в Президиум Союза еврейских артистов и хористов, а в 1928 году ему, единственному среди еврейских артистов, было присвоено звание «Герой Труда».

## Театр «Дер Найер Вег»
В 1928 году, когда уже во второй раз, в Ленинград приезжала украинская Евмуздрамкомедия под «ответственным руководством» Якова Гузика и главным режиссёрством И. Брандеско, здесь его труппа и почила. Большинство актёров разъехалось по разным ГОСЕТам, а кое-кто осел в Ленинграде. Из них-то Яков Гузик и решил организовать театр «Дер Наер Бег» (Новый путь), целью которого была пропаганда советских пьес на языке идиш. Театр Управлением ленинградских трудколлективов был включен в сеть передвижных театров, то есть без своего помещения.
Открылся Советский еврейский театр — «Дер Найер Вег» 14 августа 1930 года в помещении ТРАМа, уехавшего на гастроли, музыкальной комедией «Ойс Яхсоним» (режиссёры С. Гольдберг и А. Оберберг). На следующий день сыграли музкомедию Л. Петрова-Соколовского «Трест воров» (постановка Донатова, художник Ридман). 21 августа сыграли премьеру «Стемпеню» по Шолом-Алейхему (автор инсценировки, режиссёр и исполнитель заглавной роли С. Гольдберг); 23 августа — муздраму «Розита» Бейзельмана с Анной Гузик в заглавной роли; 24 августа — «Приговор» Левитиной, единственный спектакль, в котором вышел на сцену сам Яков Гузик (в роли генерала Сухова).
Пьесы Советского еврейского театра были слабы, что заметно снижало качество постановок. В итоге театр был закрыт.

## Награды
- Герой Труда (1928).